# ストーリーヴィル (アルバム)
『ストーリーヴィル』（Storyville）は、カナダのロック・ミュージシャン、ロビー・ロバートソンが1991年に発表した、ソロ名義では2作目のスタジオ・アルバム。

## 背景
アルバム・タイトルは、ジャズの発生に大きな影響を与えたが1917年に閉鎖されたニューオーリンズの売春地区ストーリーヴィルに由来している。ニューオーリンズの音楽と伝承に立ち入って制作されたアルバムで、ミーターズやネヴィル・ブラザーズのメンバーに加えて、リバース・ブラス・バンド、ザイオン・ハーモナイザーズ、コード・ブルーといったニューオーリンズのグループもレコーディングに参加した。また、ザ・バンド時代の盟友であるリック・ダンコとガース・ハドソンも参加している。
「ゴー・バック・トゥ・ユア・ウッズ」はブルース・ホーンズビーとの共作で、ホーンズビーはキーボードとバッキング・ボーカルでも参加し、また、この曲のレコーディングにはミーターズのメンバー4人も参加した。日本盤CDにボーナス・トラックとして収録された「ザ・ファー・ロンリー・クライ・オブ・トレインズ」には坂本龍一が参加している。

## 反響
本作はアメリカのBillboard 200で69位に達した。本作からのシングル「ホワット・アバウト・ナウ」は『ビルボード』のメインストリーム・ロック・チャートで15位、モダン・ロック・チャートで28位に達し、「ゴー・バック・トゥ・ユア・ウッズ」はメインストリーム・ロック・チャートで32位に達した。
ノルウェーのアルバム・チャートでは3週連続で9位を記録した。

## 収録曲
特記なき楽曲はロビー・ロバートソン作。
1. ナイト・パレード "Night Parade" – 5:09
2. ホールド・バック・ザ・ドーン "Hold Back the Dawn" – 5:28
3. ゴー・バック・トゥ・ユア・ウッズ "Go Back to Your Woods" (Robbie Robertson, Bruce Hornsby) – 4:51
4. ソープ・ボックス・プリーチャー "Soap Box Preacher" – 5:19
5. デイ・オブ・リコニング "Day of Reckoning (Burnin' for You)" (R. Robertson, David Ricketts) – 6:46
6. ホワット・アバウト・ナウ "What About Now" (R. Robertson, Ivan Neville) – 5:09
7. シェイク・ジス・タウン "Shake This Town" – 5:23
8. ブレイキン・ザ・ルールズ "Breakin the Rules" – 5:51
9. リザレクション "Resurrection" – 5:20
10. サイン・オブ・ザ・レインボウ "Sign of the Rainbow" (R. Robertson, Martin Page) – 5:26

### 日本盤ボーナス・トラック
1. ザ・ファー・ロンリー・クライ・オブ・トレインズ "The Far Lonely Cry of Trains" – 2:54

## 他メディアでの使用例
「ブレイキン・ザ・ルールズ」は、映画『夢の涯てまでも』（1991年公開）のサウンドトラックで使用された。また、ロビー・ロバートソンが音楽を担当した映画『ジミー・ハリウッド』（1994年公開）のサウンドトラックでは、本作から「ソープ・ボックス・プリーチャー」「ホワット・アバウト・ナウ」「ブレイキン・ザ・ルールズ」「ザ・ファー・ロンリー・クライ・オブ・トレインズ」が使用された。

## 参加ミュージシャン
- ロビー・ロバートソン - ボーカル、ギター、オルガン

- ビル・ディロン - ギター(on #1, #2, #4,#5, #6, #7, #9, #10)、マンドリン(#4, #10)
- レオ・ノセンテリ - リズムギター(on #3)
- デヴィッド・リケッツ - ギター、ベース、キーボード、プログラミング(on #5)
- ポール・ブキャナン - ギター、バッキング・ボーカル(on #8)
- ロニー・フォスター - オルガン(#1)
- アート・ネヴィル - オルガン、バッキング・ボーカル(on #3)
- ポール・ムーア - キーボード(on #2, #5, #8, #10)、ドラム・プログラミング(on #8)
- スティーヴン・ヘイグ - キーボード(on #2, #4, #7)、ドラム・プログラミング(#7)
- ブルース・ホーンズビー - キーボード、バッキング・ボーカル(on #3)
- ガース・ハドソン - キーボード(on #4, #7, #9)
- アイヴァン・ネヴィル - キーボード、バッキング・ボーカル(on #6)
- チャーリー・ポラード - キーボード、ドラム・プログラミング(on #7)
- マーティン・ペイジ - キーボード、ピアノ、ドラム・プログラミング、バッキング・ボーカル(on #10)
- ガイ・プラット - ベース(on #1, #2, #6, #9)
- ジョージ・ポーターJr. - ベース(on #3, #7)、バッキング・ボーカル(on #3)
- マーク・レナード - ベース(on #7)
- ロバート・ベル - ベース(on #8, #10)、ドラム・プログラミング(on #8)
- ジェリー・マロッタ - ドラムス(on #1, #4, #6, #10)、パーカッション(on #10)
- ビリー・ワード - ドラムス(on #2)
- ラッセル・バティストJr. - ドラムス(on #3)
- ロナルド・ジョーンズ - ドラムス(on #4, #8)
- ジョン・ロビンソン - ドラムス(on #5, #7)
- ジョー“ジガブー”モデリスト - ドラムス(on #9)
- アレックス・アクーニャ - パーカッション(on #1, #2, #5, #6, #9)
- シリル・ネヴィル - パーカッション(on #3)
- Jared Levine - ハイハット(on #5)
- ンドゥグ・チャンクラー - スネア(on #6)
- ジンジャー・ベイカー - スネア(on #7)

- ウォーレン・ベル - ソプラノ・サックス(on #1, #4, #9)
- Amadee Castenell - テナー・サックス(on #1, #3, #4, #8, #9)
- フレッド・ケンプ - テナー・サックス(on #1, #4, #9)
- Anthony Dagradi - ソプラノ・サックス(on #3, #8)
- Carl A. Blouin - バリトン・サックス(on #3, #8)
- ダン・ヒギンズ - アルト・サックス、アルト・フルート(on #5)
- リチャード・ミッチェル - テナー・サックス(on #5)
- ステイシー・コール - トランペット(on #1, #4, #9)
- Brian Graber - トランペット(on #3, #8)
- マーク・アイシャム - トランペット、フリューゲルホルン、ホーン・アレンジ(on #5)
- Duane Van Paulin - トロンボーン(on #1, #3, #4, #8, #9)
- Ken Kugler - トロンボーン(on #5)
- ジョン・J. ミッチェル - バスクラリネット(on #5)
- リバース・ブラス・バンド - ホーン、パーカッション(on #7)
- コード・ブルー - バッキング・ボーカル(on #1, #3, #7)
- リック・ダンコ - バッキング・ボーカル(on #2)
- Chief Bo Dollis - バッキング・ボーカル(on #3)
- Chief Monk Boudreaux - バッキング・ボーカル(on #3)
- ニール・ヤング - バッキング・ボーカル(on #4)
- Carmen Twillie - バッキング・ボーカル(on #5)
- Clydene Jackson - バッキング・ボーカル(on #5)
- ロイ・ギャロウェイ - バッキング・ボーカル(on #5)
- イヴォンヌ・ウィリアムス - バッキング・ボーカル(on #5)
- アーロン・ネヴィル - バッキング・ボーカル(on #6, #10)
- デヴィッド・ベアウォルド - バッキング・ボーカル(on #7)
- マイク・ミルズ - バッキング・ボーカル(on #7)
- ザイオン・ハーモナイザーズ - バッキング・ボーカル(on #7, #9, #10)
- ワーデル・カゼア - ホーン・アレンジ(on #1, #3, #4, #8, #9)